# 桜丘ショコラ
桜丘ショコラ（さくらがおかショコラ）は、日本の女性アイドルグループ。2014年6月に結成され、メンバーチェンジを経て2015年5月5日現在、7人体制となる。2015年6月リリースのサードシングルは、振り付け担当にラッキィ池田を起用。2016年1月20日に無期限活動休止。
ミュージック・ビデオ制作にあたり、クラウドファンディングで資金を募る試みでは、33人が支援を申し込んだ結果、目標金額80万円を達成している。

## 概要
桜丘で都内でのライブ活動を中心に、様々なイベントに出演している。名前の由来は渋谷区桜丘町で企画が生まれたため。

## メンバー
※加入順
| 名前                           | 誕生日   | 出身地   | 愛称       | 担当色   | 担当色 | 備考                     |
| ------------------------------ | -------- | -------- | ---------- | -------- | ------ | ------------------------ |
| 萌木七海 （もえぎ ななみ）     | 5月27日  | 埼玉県   | もきなみ   | 赤       |        | 結成当初からのメンバー。 |
| 黒崎れおん （くろさき れおん） | 7月1日   | 埼玉県   | れおん     | ピンク   |        |                          |
| 高橋ナツミ （たかはし なつみ） | 7月11日  | 沖縄県   | なっちゃん | イエロー |        | 結成当初からのメンバー。 |
| 青山ひかる （あおやま ひかる） | 6月13日  | 長崎県   | あおみん   | ブルー   |        |                          |
| 小森千沙 （こもり ちさ）       | 非公開   | 埼玉県   | ちいたん   | ホワイト |        | 第二期メンバー。         |
| 矢野冬子 （やの とうこ）       | 4月18日  | 神奈川県 | とっこ     | パープル |        | 第二期メンバー。         |
| 加納葉月 （かのう はづき）     | 10月21日 | 兵庫県   | はづきち   | オレンジ |        | 第二期メンバー。         |
| 福森つかさ （ふくもり つかさ） | 9月6日   | 兵庫県   | つかぴー   | 水色     |        | 第三期メンバー。         |

### 過去のメンバー
- 渋沢一葉（しぶさわ いよ、1989年3月10日生まれ、在籍期間：結成 - 2014年12月、担当色：無し）

## 略歴
- 2014年
  - 6月29日、桜丘ショコラCDリリースプロジェクト開始。
  - 8月4日、「ラジオ日本」にラジオ初出演。。
  - 7月24日、ファーストシングルCD「チョコレイト ドキドキ ハレルヤ」を発売。
  - 8月4日、ファーストシングルCD「チョコレイト ドキドキ ハレルヤ」を発売。
  - 11月25日、クラウドファンディングサイト「makuake」にて桜丘ショコラのミュージックビデオ制作費のスポンサーを募集し、見事に目標金額を集めて制作を果たした。
  - 11月25日、セカンドシングル「愛と嘘」を発売。
  - 12月29日、初代リーダー・渋沢一葉が卒業。ライブで卒業VTRとあわせてファンに告知。
- 2015年
  - 1月11日、初の写真撮影会を開催。
  - 4月22日、第二期メンバーとして矢野冬子・小森千沙・加納葉月が加入。
- 2016年
  - 1月20日、えびすまつりライブを持って、無期限活動休止。

## 作品

### シングル

#### インディーズ
|     | 発売日         | タイトル                       | カップリング | 備考                   |
| --- | -------------- | ------------------------------ | ------------ | ---------------------- |
| 1st | 2014年7月24日  | チョコレイト ドキドキ ハレルヤ | EGOISTER     | 「ケイコンテンツ」名義 |
| 2nd | 2014年11月25日 | 愛と嘘                         | サンキュー   | 「ケイコンテンツ」名義 |

### その他の楽曲
| 発表日 | タイトル | 概要 |
| ------ | -------- | ---- |

### 映像作品
| 発売日         | タイトル                        | 規格品番 | 内容・備考                                            |
| -------------- | ------------------------------- | -------- | ----------------------------------------------------- |
| 2014年11月25日 | 桜丘ショコラ ミュージックビデオ | YouTube  | 2ndシングル「愛と嘘」のプロモーションビデオとして制作 |

## 出演

### テレビ
単発
- ひまつぷり（2015年1月-、熊本朝日放送）-お色気担当で萌木七海、青山ひかるが出演

### ラジオ
- ラジオ日本（2014年7月24日）

### イベント
- TOKYO GRAVURE IDOL FESTIVAL 2017（2017年8月4日 – 6日、TOKYO IDOL FESTIVAL 2017　GRAND MARKET）[4]　矢野のみ